# Jakob Piil
Jakob Storm Piil (Odense, 9 maart 1973) is een voormalig Deens wielrenner. Piil was vooral een aanvaller, hoewel hij eigenlijk op elk terrein wel een beetje uit de voeten kon. Eind 2007 is hij met wielrennen gestopt.

## Voornaamste overwinningen
1997
- Deens kampioen op de weg (ploegentijdrit), Elite (met Jens Knudsen, Jimmi Madsen, Jacob Gram Nielsen, Ole Ørsted en Jan Bo Petersen)

1999
- Eindklassement Ronde van Zweden

2001
- 2 ritten en eindklassement Vredeskoers
- Deens kampioen op de weg, Elite
- GP La Marseillaise

2002
- 1 rit in de Vredeskoers
- 1 rit en eindklassement Ronde van Denemarken
- Parijs-Tours

2003
- CSC Classic
- 10e etappe Ronde van Frankrijk

2006
- 1e etappe deel B Internationale wielerweek (ploegentijdrit)

## Resultaten in voornaamste wedstrijden
| Jaar | Ronde van Italië | Ronde van Frankrijk | Ronde van Spanje |
| ---- | ---------------- | ------------------- | ---------------- |
| 2001 |                  | 117e                |                  |
| 2002 |                  | 125e                |                  |
| 2003 |                  | 113e (1)            |                  |
| 2004 |                  | opgave              |                  |
| 2005 |                  |                     | opgave           |
| 2006 |                  |                     |                  |

| Jaar | Milaan-San Remo | Ronde van Vlaanderen | Parijs-Roubaix | Amstel Gold Race | Luik-Bast.‑Luik | Ronde van Lombardije | Parijs-Tours | Bretagne Classic | Clásica San Sebastián |  | WK op de weg |  | Wereldranglijsten |
| ---- | --------------- | -------------------- | -------------- | ---------------- | --------------- | -------------------- | ------------ | ---------------- | --------------------- |  | ------------ |  | ----------------- |
| 2000 |                 |                      |                | opgave           |                 |                      |              |                  | 149e                  |  |              |  |                   |
| 2001 |                 |                      | opgave         | opgave           |                 |                      |              |                  | 81e                   |  |              |  |                   |
| 2002 | 28e             |                      |                | opgave           | 102e            | opgave               | ↑            |                  |                       |  | 124e         |  | 11e (UWB)         |
| 2003 | 160e            |                      |                | 93e              |                 | opgave               | opgave       | 27e              |                       |  |              |  |                   |
| 2004 |                 |                      |                |                  |                 |                      |              |                  |                       |  |              |  |                   |
| 2005 |                 | opgave               |                | opgave           |                 |                      |              |                  |                       |  | 6e           |  |                   |
| 2006 |                 |                      |                |                  |                 |                      |              | 5e               |                       |  |              |  | 107e (UPT)        |
| 2007 |                 |                      |                |                  |                 |                      |              | opgave           |                       |  |              |  |                   |

## Zesdaagsenoverwinningen
Ook in de zesdaagsenwedstrijden kan Piil goed uit de voeten komen. Hij heeft tot nu toe bij 29 zesdaagsen aan de start gestaan en heeft hiervan er twee winnend afgesloten. Deze overwinningen zijn: de zesdaagse van Grenoble in 1997 samen met zijn landgenoot Tayeb Braikia en de zesdaagse van Kopenhagen in 2005 samen met een andere landgenoot Jimmi Madsen.

## Ploegen
- 1998 - Acceptcard
- 1999 - Acceptcard
- 2000 - Memory Card
- 2001 - CSC-World Online
- 2002 - CSC-Tiscali
- 2003 - Team CSC
- 2004 - Team CSC
- 2005 - Team CSC
- 2006 - Team CSC
- 2007 - T-Mobile Team